# Джаз на Днепре
«Джаз на Днепре» — международный джазовый фестиваль.
Периодичность:
«Юность-68, 69, 70, 71, 73», «Джаз-81, 82, 83», «Джаз на Днепре-87, 88, 90», «Джаз на Днепре-99 — 2005»
В апреле 1968 г., состоялся первый в Днепропетровске фестиваль джазовой музыки «Юность-68».
1987 год, в Днепропетровске организован фестиваль — «Джаз на Днепре-87», в котором приняли участие коллективы из самых разных регионов СССР.
«Джаз на Днепре-88» длился четыре дня. В течение девяти концертов выступили коллективы из 40 городов Советского Союза — от Петропавловска-Камчатского до Паневежиса. На сцене звучали композиции, относящиеся к самым разным направления джаза — от классики и обработок фольклорных произведений до авангарда.
Осенью 1990 года фестиваль — «Джаз на Днепре-90». После 1990 года наступил перерыв в девять лет.
В 1999 году стартует «Джаз на Днепре-99». Арт-директор фестиваля, джазовый пианист Андрей Кондаков.

2005 (22.10-24.10) XVI Международный джазовый фестиваль «Джаз на Днепре»
Участники: Камерный оркестра Гарри Логвина «Времена года» (Днепропетровск), «Alexander Jazz Trio» и Лилия Чугунова (Казань, Татарстан), трио Фредерика Белинского (Париж, Франция), квартет Вадима Соловьева (Днепропетровск), квартет «Оазис» (Одесса), Мэлвин Вайн, Грегори Портер, Юрий Кузнецов, Аркадий Овруцкий (США — Украина — Россия), шоу-оркестр «Джазовые девчонки» (Москва), трио Романа Мирошниченко (Москва), квартет Игоря Бутмана (Москва). 
Ведущий фестиваля: Алексей Коган (Киев) 
Организатор фестиваля: Андрей Саклаков 

2004 (22.10-24.10) XIII Международный джазовый фестиваль «Джаз на Днепре»
Участники: Трио М.Окуня (Москва), Анна Бутурлина и ансамбль солистов оркестра О. Лундстрема (Москва), ансамбль «Москва-Транзит» (Москва), секстет «Джазэкспромт» (Киев), трио «Второе приближение» (Москва), квинтет: В.Соляник, В.Жилин, Н.Оржик, Ли Дэвисон, Е.Валентайн (Украина—Тува—Чехия — США), квартет: А. Любченко, А.Хренов, Ю.Пивень (Украина — Россия), дуэт «BROTHERS»—О. Крайнак, Т.Барос (Чехия), квартет: Йотам Зильберштейн, Асафа Юрии, Аркадий Овруцкий, Александр Муренко (Израиль—Россия—Украина). 
Ведущий фестиваля: Михаил Митропольский (Москва) 
Организатор фестиваля: Андрей Саклаков 

2003 (17.10-19.10) XII Международный джазовый фестиваль «Российский джаз на Днепре»
Участники: Днепропетровский Биг-бенд п/у Юрия Паламарчука http://bigband.dnepr.net/ (Днепропетровск), квартет «Не те» (Вологда — Днепропетровск), Леонид Винцкевич и Николай Винцкевич (Курск, Россия), квинтет «Престиж» (Ростов-на-Дону, Россия), квинтет «Транс Атлантик» Виталия Головнева (Москва), ансамбль «Чер-та» Ирины РодилезПассевич (Москва), ансамбль «Мелодия» Георгия Гараняна (Москва), дуэт Александр Любченко — Юрий Пивень (Днепропетровск), дуэт Сергей Струков — Алексей Львов-Белов (Пенза, Россия), квартет «Amma-jazz» (Екатеринбург — Днепропетровск — Киев), секстет «Doo Bop Sound» (С.- Петербург). Ведущий фестиваля: Владимир Фейертаг (С.-Петербург) 
Директор фестиваля: Андрей Саклаков 

2002 (25.10 - 27.10) XІ Международный джазовый фестиваль «Мировой джаз на Днепре»
Участники: Трио «Орнамент»: Ф. Лахути, Е. Печкуров, В. Окунев (Москва), Игорь Бриль и «Новое поколение» (Москва), квинтет Билли Эванса (США), квинтет «ГригорийНемировскийКомбо»(Киев),«DzygaJazz Quintet» (Львов), квартет: Э. Валентайн, Д. Хаслам, В.Соляник,В.Жилин(США—Англия—Украина), «Лера Гехнер бэнд» (Германия — Россия), трио: Э. Гёдеке, С.Горюнович, В.Жилин (Германия—Украина), квартет А. Кондакова (Москва). 
Ведущий фестиваля: Владимир Фейертаг (С.-Петербург) 
Директор фестиваля: Андрей Саклаков 

2001 (24.11—26.11) Международный X юбилейный джазовый фестиваль «40 лет в джазе»
Участники: Днепропетровский Биг-бенд п/у Ю. Паламарчука http://bigband.dnepr.net/ (Днепропетровск) и Ю. Генбачев (Москва), ансамбль саксофонистов (Кривой Рог), трио «Орнамент»: Ф. Лахути, Е.Печкуров, В.Окунев(Москва),трио В.Жилина (Днепропетровск—Львов), биг-бенд п/у О.Грузина (Кривой Рог), квартет А. Петухова (Одесса), дуэт О.Косько (Днепропетровск), биг-бенд п/у А.Шаповала (Киев), дуэт: О.Войченко — С.Капелюшок (Киев), дуэт: Михаил—Людмила Крымовы (Днепропетровск), октет «Израиль-диксиленд» п/у А. Фельдера (Тель-Авив, Израиль), биг-бенд п/у В. Марховского (Днепропетровск), квартет Д. Соловьева (Днепропетровск), трио: А. Разин, Т. Комова, И.Иванушкин — проект «Второе приближение»(Москва),трио А.Любченко (Днепропетровск), квинтет А. Герасимова (Москва), джаз-оркестр Яна Табачника (Президент-бенд, Киев), трио: В Колесников, С. Макаров, А. Лазовский (Донецк—Киев), А.Кондаков (Москва), квартетИ. Родилес-Пасевич - Ю.Генбачев (Москва), квартет: В.Двоскин, В.Щерица, В.Епанешников, И.Формаковский (Вашингтон—Минск—Москва).
Ведущий фестиваля: Владимир Фейертаг (С.-Петербург) 
Организатор: Михаил Страшкин